# Liste des choix de repêchages des Toros de Toronto
Cette liste contient tous les joueurs de hockey sur glace ayant été repêchés par les Toros de Toronto puis par les Bulls de Birmingham, franchise de l'Association mondiale de hockey. Les joueurs listés ci-dessus n'ont pas obligatoirement joué un match sous le maillot de l'équipe.
Elle regroupe les joueurs depuis le Repêchage de 1973 organisé par l'AMH, jusqu’au Repêchage de 1977,. Les joueurs sont classés par année de repêchage. Les deux premières colonnes donnent le rang et le tour duquel le joueur a été repêché suivis de son nom, de sa nationalité et de sa position de jeu.

## Toros de Toronto

### 1973
| No  | Tour | Nom              | Nationalité | Position      |
| --- | ---- | ---------------- | ----------- | ------------- |
| 4   | 1er  | Paulin Bordeleau | Canada      | Centre        |
| 18  | 2e   | Pat Hickey       | Canada      | Ailier gauche |
| 43  | 4e   | Peter Marrin     | Canada      | Centre        |
| 52  | 5e   | Bob Dailey       | Canada      | Défenseur     |
| 56  | 5e   | Lou Nistico      | Canada      | Ailier gauche |
| 69  | 6e   | Doug Ferguson    | Canada      | Défenseur     |
| 78  | 7e   | Gerard Gibbons   | Canada      | Défenseur     |
| 82  | 7e   | Gord Titcomb     | Canada      | Ailier gauche |
| 95  | 8e   | John Campbell    | Canada      | Ailier gauche |
| 106 | 9e   | Guido Tenesi     | États-Unis  | Défenseur     |

### 1974
| No  | Tour | Nom             | Nationalité | Position       |
| --- | ---- | --------------- | ----------- | -------------- |
| 12  | 1er  | Jim Turkiewicz  | Canada      | Défenseur      |
| 27  | 2e   | Roger Lemelin   | Canada      | Défenseur      |
| 42  | 3e   | Carlo Torresan  | Canada      | Défenseur      |
| 57  | 4e   | Ron Sedlbauer   | Canada      | Ailier gauche  |
| 71  | 5e   | Gilles Lupien   | Canada      | Défenseur      |
| 86  | 6e   | Garth Malarchuk | Canada      | Gardien de but |
| 101 | 7e   | John Harper     | Canada      | Ailier droit   |
| 116 | 8e   | Joe McNeil      | Canada      | Défenseur      |
| 131 | 9e   | Jack Davies     | Canada      | Défenseur      |
| 144 | 10e  | Bill Hassard    | Canada      | Ailier gauche  |

### 1975
| No  | Tour | Nom              | Nationalité | Position       |
| --- | ---- | ---------------- | ----------- | -------------- |
| 11  | 1er  | Rick Lapointe    | Canada      | Défenseur      |
| 26  | 2e   | Jerry Rollins    | Canada      | Défenseur      |
| 41  | 3e   | Paul Heaver      | Canada      | Défenseur      |
| 56  | 4e   | Ken Breitenbach  | Canada      | Défenseur      |
| 70  | 5e   | Mario Viens      | Canada      | Gardien de but |
| 84  | 6e   | Paul Woods       | Canada      | Centre         |
| 97  | 7e   | Byron Shutt      | Canada      | Ailier gauche  |
| 109 | 8e   | Jean-Luc Phaneuf | Canada      | Centre         |
| 121 | 9e   | Gilles Bilodeau  | Canada      | Ailier gauche  |
| 134 | 10e  | Roger Dorey      | Canada      | Ailier gauche  |
| 147 | 11e  | Robert Ritchie   | Canada      | Ailier gauche  |
| 158 | 12e  | Bob Shaw         | Canada      | Défenseur      |
| 168 | 13e  | Wayne Morrin     | Canada      | Défenseur      |
| 174 | 14e  | Dave Hanson      | États-Unis  | Défenseur      |

### 1976
| No  | Tour | Nom             | Nationalité | Position      |
| --- | ---- | --------------- | ----------- | ------------- |
| 8   | 1er  | Björn Johansson | Suède       | Défenseur     |
| 11  | 2e   | Kent Nilsson    | Suède       | Ailier droit  |
| 21  | 2e   | Peter Lee       | Canada      | Ailier gauche |
| 24  | 3e   | Paul Gardner    | Canada      | Centre        |
| 35  | 4e   | Don Lemieux     | Canada      | Défenseur     |
| 59  | 6e   | Dan Djakalovic  | Canada      | Centre        |
| 71  | 7e   | Mike McEwen     | Canada      | Défenseur     |
| 83  | 8e   | Mike Kitchen    | Canada      | Défenseur     |
| 94  | 9e   | Marc Desforges  | Canada      | Ailier gauche |
| 105 | 10e  | Brian Dillon    | Canada      | Centre        |

## Repêchage amateur de 1977
| No | Tour | Nom                 | Nationalité | Position       |
| -- | ---- | ------------------- | ----------- | -------------- |
| 6  | 1er  | Rod Langway         | États-Unis  | Défenseur      |
| 12 | 2e   | Brad Maxwell        | Canada      | Défenseur      |
| 22 | 3e   | Mark Johnson        | États-Unis  | Centre         |
| 31 | 4e   | Norm Dupont         | Canada      | Ailier gauche  |
| 40 | 5e   | Steve Baker         | États-Unis  | Gardien de but |
| 49 | 6e   | Greg Tebbutt        | Canada      | Défenseur      |
| 58 | 7e   | Bob Suter           | États-Unis  | Défenseur      |
| 67 | 8e   | Curt Christopherson | États-Unis  | Défenseur      |
| 75 | 9e   | Jean Savard         | Canada      | Centre         |
| 83 | 10e  | Ken Linseman        | Canada      | Ailier gauche  |